# 小松島市立芝田小学校
小松島市立芝田小学校（こまつしましりつ しばたしょうがっこう）は、徳島県小松島市田野町にある公立小学校。

## 沿革
- 1874年 - 民家に創設。
- 1882年 - 松島尋常小学校田野分教場を設置。
- 1892年 - 芝生と田野を学区として独立し芝田尋常小学校を創設。
- 1941年 - 小松島町芝田国民学校と改称。
- 1947年 - 小松島町芝田小学校と改称。
- 1951年 - 市制施行により小松島市立芝田小学校と改称。

## 校訓
- 自主性（人に迷惑かけぬよう）
- 社会性（人のお世話をするように）
- 創造性（よく考えて工夫する）

## 通学区域が隣接している学校
- 小松島市立児安小学校
- 小松島市立南小松島小学校
- 小松島市立立江小学校
- 小松島市立櫛渕小学校
- 徳島市宮井小学校